# Gérald Bloncourt
Gérald Bloncourt (Bainet, 4 de noviembre de 1926 – 29 de octubre de 2018), también conocido como Gérard Bloncourt, fue un pintor y fotógrafo haitiano, residente en los suburbios de París.

## Biographie
Nacido en Bainet de una madre nativa francesa y de un padre de Guadalope, Gérald Bloncourt pasó su infancia en Jacmel, en el sur de Haiti. A causa de un terrible huracán que asoló la región, la familia emigró a Port-au-Prince en 1936.
En 1944, Gérald Bloncourt participa en la fundación del Centro de Arte Haitiano. Junto a Jacques Stephen Alexis, René Depestre y Gerard Lafontant, es uno de los principales líderes de las jornadas revolucionarias de « Cinq Glorieuses », que llevó a la caída del gobierno de Lescot en 1946. Condenado a muerte,, se salvó gracias a la movilización de varias personalidades, entre ellas el consejero cultural de la embajada de Francia en Puerto Príncipe. Sin embargo, fue expulsado de Haití. Bloncourt pasó unos meses en Martinica y luego se estableció en París. Se inició en la fotografía, pero no dejó de pintar y grabar.
Militante comunista, fue nombrado en 1948 como responsable político del servicio de fotografía de L'Humanité, por lo que abarca muchos conflictos sociales..
Trabajó como fotógrafo independiente para revistas como Le Nouvel Observateur, L'Express, Le Nouvel Économiste, Options, Le Peuple, Regards, Syndicalisme hebdo, Témoignage chrétien, La Vie catholique o La Vie Ouvrière.
En 1963, Gérald Bloncourt crea las Éditions Murales y de otras exposiciones, que recopila las obras de veinte años viajando por Francia.
Hizo su primer viaje a Portugal en 1966, en las rutas de emigración. En 1974, cubrió la Revolución de los Claveles y dos años más tarde, fue uno de los primeros periodistas en cubrir la guerra del Frente Polisario contra Marruecos en el Sáhara Occidental. Regresó a Haití en 1986, después de la caída de la Duvalier. En 1998, cofundó el "Comité para la Defensa de los Derechos Humanos y la Democracia en Haití", más conocido como el "Comité para Juzgar Duvalier".

### Familia
Gérald Bloncourt era sobrino bisnieto de Melvil-Bloncourt, diputado de Guadalupe bajo el Segundo Imperio, sentado en el extremo izquierdo antes de desempeñar un papel activo durante la Comuna de París. También es sobrino de Élie Bloncourt, que perdió la vista durante la Primera Guerra Mundial y fue miembro de la Resistencia durante la Segunda Guerra Mundial, entonces era miembro de la SFIO.

## Publicaciones y exposiciones
- Yeto ou le Palmier des Neiges, ediciones Henri Deschamps y Arcantère, 1991, memorias de compromisos en Haití y crónica del retorno al país.
- Le regard engagé. Parcours d’un franc-tireur de l’image, ediciones François Bourin, 2004 (sus memorias de reportero fotográfico)
- Les Prolos, ediciones Au nom de la mémoire, Bezons, 2004, album que recopila 140 photografías de Bloncourt acompañado de textos de Mehdi Lallaoui.ISBN 2-910780-11-2.
- Messagers de la tempête. André Breton et la Révolution de enero de 1946 en Haïti, con Michael Löwy, ediciones Le Temps des Cerises, 2006.[7]
- Por uma vida melhor, exposición del Museo de arte Contemporáneo de Lisboa (fundación Berardo), 2008[8]
- Dialogue au bout des vagues, ediciones Mémoire d'Encrier, Québec, 2008, préface de Jean-Claude Charles.
- Le Paris de Gérald Bloncourt, ediciones Parimagine, 2010. Une centaine de photographies dont de nombreuses d’écrivains, d’artistes. Un témoignage du Paris laborieux et populaire.
- Peuples de gauche 1972-1983, ediciones François Bourin, 2011, prefacio de Edgar Morin.
- Journal d'un révolutionnaire, ediciones Mémoire d'Encrier, 2013, prefacio de Rodney Saint-Éloi.
- Le regard engagé, avec les fils des grands découvreurs, ediciones Converso Editora, Portugal 2015. Fotografías de Gérald Bloncourt sobre la inmigración portuguesa, les chantiers, les bidonvilles, le passage des Pyrénées, dans les trains, à Hendaye, le Portugal sous Salazar, le Révolution des Œilletslas obras, las favelas, el paso de los Pirineos, en los trenes, en Hendaya, en Portugal bajo Salazar, la Revolución de los Claveles. Idea y realización: Daniel Bastos.[9]
- Je n'ai rien à cacher, l'Harmattan, 2016, biografía de Gérald Bloncourt por Bernard Esposito.
- L'œil en colère : photos, journalisme et révolution, Edición Lemieux, 2016.[10]
- Un homme peau noir peau rouge, un homme de toutes les saisons, Ediciones Mémoire d'encrier, 2018, prefacio de Yanick Lahens.